# Acrocephalus
Acrocephalus, rod malenih ptica vrapčarki (Passeriformes) iz porodice Sylviidae (grmuša) ili Acrocephalidae.
Ime je cijeli rod, odnosno porodica dobila ime po obliku glave, akrokefalija označava lubanju sa šiljastim tjemenom.
Mnoge vrste su selice i vezane uz močvarna područja. Jedna vrsta Acrocephalus orinus poznata tek po jednom uzorku iz Indije 1867. godine, ponovno je otkrivena 2006. u divljinama Tajlanda, a otkriće pripada ornitologu  Philipu Roundu.

## Vrste
- Acrocephalus aedon
- Acrocephalus aequinoctialis
- Acrocephalus agricola
- Acrocephalus arundinaceus
- Acrocephalus atyphus
- Acrocephalus australis
- Acrocephalus baeticatus
- Acrocephalus bistrigiceps
- Acrocephalus brevipennis
- Acrocephalus caffer
- Acrocephalus concinens
- Acrocephalus dumetorum
- Acrocephalus familiaris
- Acrocephalus gracilirostris
- Acrocephalus griseldis
- Acrocephalus kerearako
- Acrocephalus luscinia
- Acrocephalus melanopogon
- Acrocephalus mendanae
- Acrocephalus newtoni
- Acrocephalus orinus
- Acrocephalus paludicola
- Acrocephalus palustris
- Acrocephalus rehsei
- Acrocephalus rimatarae
- Acrocephalus rufescens
- Acrocephalus schoenobaenus
- Acrocephalus scirpaceus
- Acrocephalus sorghophilus
- Acrocephalus stentoreus
- Acrocephalus syrinx
- Acrocephalus taiti
- Acrocephalus vaughani